# 拉康塞普西翁 (馬薩亞省)
拉康塞普西翁（西班牙語：La Concepción），是尼加拉瓜的城鎮，位於該國西部，由馬薩亞省負責管轄，面積66平方公里，海拔高度470米，2005年人口31,950，人口密度每平方公里484.09人。
11°56′N 86°11′W / 11.933°N 86.183°W